# Моро (французская фамилия)
Моро́ (фр. Moreau «вороно́й», о масти лошади, либо Moreaux) — французская фамилия. Девятая по распространенности фамилия во Франции.

## Этимология
Фамилии Moreau (Моро) и Morel Морель, изначально представляла собой прозвище, данное мужчине с коричневой кожей или волосами, например мавру. Происходящий от популярного лат. maurellus, «коричневый, как мавр», который сам по себе происходит от латинского Maurus, термин «moreau» также используется как прилагательное для обозначения темной и блестящей черной лошади.

## Варианты
Фамилия также может быть представлена в следующих формах:
- Morreau (Морро) или Moreaux  (Моро);
- с -o-, записанным как -ou-: Moureau, Moureaux, Mouraux, Mourault;
- с -i-, вставленным перед -au-: Moriau, Moriaux, Mouriau.

## Фамилия
- Моро, Адриан (1843—1906) — французский живописец.
- Моро, Анна Франсуаза (в монашестве — Мария святого Иустина, 1866—1900) — святая римско-католической церкви, мученица.
- Моро, Гюстав (1826—1898) — французский художник.
- Моро, Жан Виктор (1763—1813) — французский военачальник.
- Моро, Жан-Жак (1923—2014) — французский математик и механик.
- Моро, Жан-Клод:[править]  -  Моро, Жан-Клод (1755—1828) — французский военный деятель, бригадный генерал, барон, участник революционных и наполеоновских войн.
  -  Моро, Жан-Клод (род. 1951) — бельгийский хоккеист на траве.
- Моро, Жан-Люк (род. 1937) — французский лингвист, поэт, переводчик.
- Моро, Жан-Мишель, прозванный Младшим (1741—1814) — французский рисовальщик и гравёр.
- Моро, Жан-Шарль-Александр (1762—1810) — французский архитектор, художник-декоратор и живописец.
- Моро, Жан-Шарль (1889—1956) — французский архитектор-декоратор.
- Моро, Жанна (1928—2017) — французская актриса.
- Моро, Иоланда (род. 1953) — бельгийская актриса и кинорежиссёр, дважды лауреат премии «Сезар» за лучшую женскую роль.
- Моро, Леон (1862—1921) — французский стрелок, трёхкратный призёр летних Олимпийских игр 1900 и двукратный чемпион мира.
- Моро, Луи-Габриэль Старший (1740—1806) — французский живописец-пейзажист.
- Моро, Луи-Зеферин (1824—1901) — блаженный Римско-Католической Церкви, епископ, основатель католических монашеских конгрегаций «Сёстры святого Иосифа», «Сёстры святой Марты».
- Моро, Луизон (до 1668 — после 1692) — французская оперная певица.
- Моро, Матильда (род. 1958) — ивуарийская художница.
- Моро, Матюрен (1822—1912) — французский скульптор.
- Моро, Фаншон (1668 — после 1743) — французская оперная певица.
- Моро, Фостер (род. 1997) — игрок в американский футбол.
- Моро, Шарль (1837—1916) — французский военный, математик и шахматист.
- Моро, Эжезип (1810—1838) — псевдоним Пьера Жака Руйльо, одного из ранних французских рабочих-поэтов времён Июльской монархии.
- Моро, Эме (1850—1913) — французский живописец и скульптор.

### Составные фамилии
- Моро де Жоннес, Александр[фр.] (1778—1870) — французский авантюрист, военный, высокопоставленный чиновник и статистик[фр.][5].
- Моро де Сен-Мери, Медерик Луи Эли (1750—1819) — французский писатель и политический деятель.
- Моро де Тур — несколько человек.